# Foxy Brown (rapper)
Foxy Brown, pseudonimo di Inga Fung Marchand (Park Slope, 6 settembre 1978), è una rapper statunitense.

## Biografia
Di origini africane e di Trinidad e Tobago, e di discendenza asiatica, Foxy Brown è conosciuta sia per i suoi lavori da solista, che per le sue numerose collaborazioni con altri artisti, e per la sua breve partecipazione al progetto hip hop The Firm insieme a Nas, AZ e Nature. Oltre all'album Nas, Foxy Brown, AZ, and Nature Present The Firm: The Album, ha pubblicato come solista gli album Ill Na Na nel 1996, seguito da Chyna Doll del 1999, e Broken Silence nel 2001.
Dal 2002, la Brown continua a lavorare come autrice di testi e compositrice per sé e per altri artisti, ma non ha più pubblicato album. Ha infatti lasciato la Def Jam Recordings nel 2003, annullando l'uscita dell'album Ill Na Na 2. Soltanto nel 2005, su insistenza di Jay-Z, Foxy Brown è ritornata alla Def Jam, collaborando all'album Black Roses. Nel dicembre dello stesso anno però si è trovata a sospendere momentaneamente la propria attività artistica per problemi di udito, risolti l'estate successiva grazie ad un intervento. Nel 2007 ha firmato un nuovo contratto con la Koch Records. Il suo nuovo album è stato pubblicato nel maggio 2008, dopo che la cantante ha passato un anno in carcere per una rissa avvenuta nel 2004.

## Discografia
- 1996 – Ill Na Na
- 1999 – Chyna Doll
- 2001 – Broken Silence